# 포틀래치

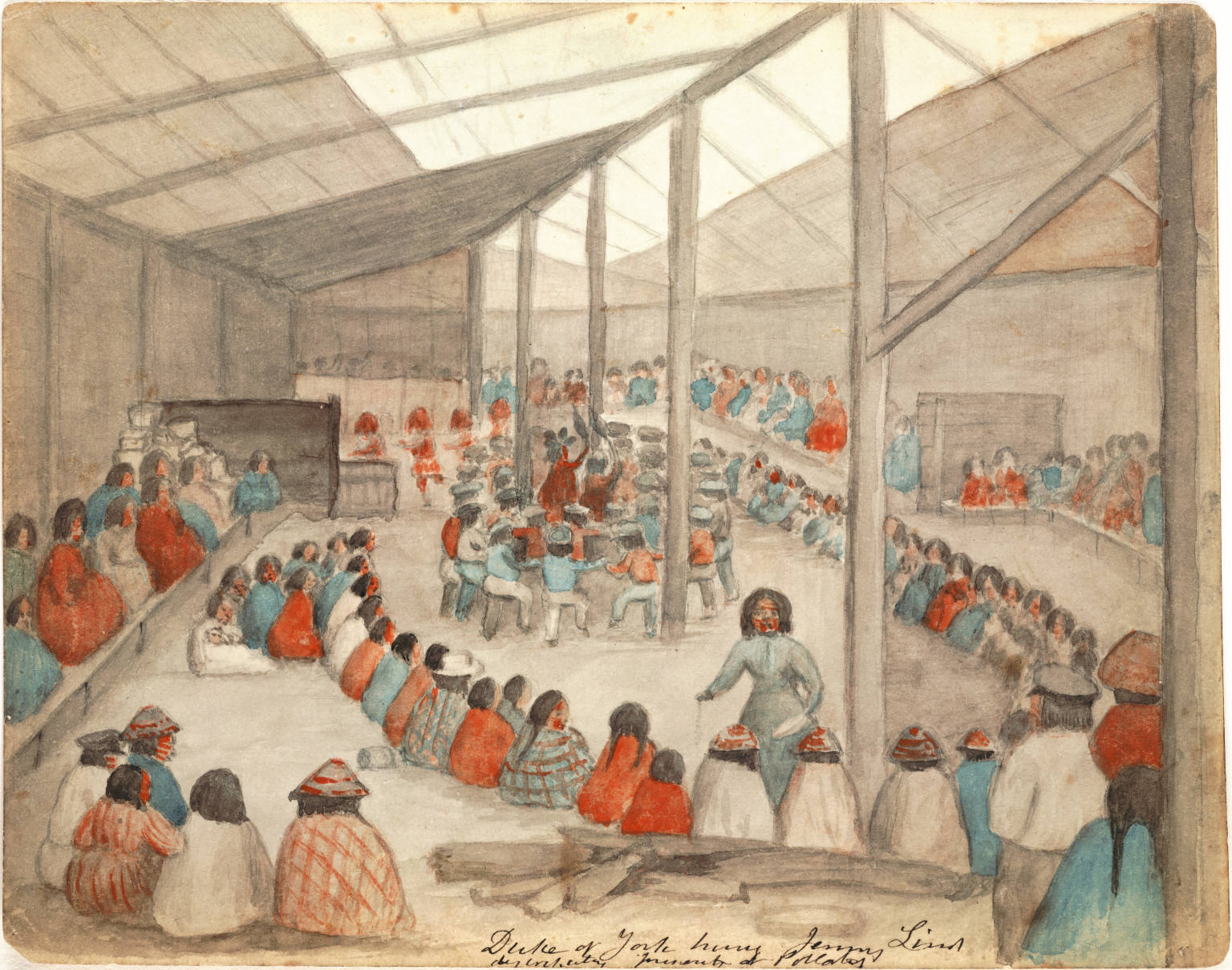

포틀래치(potlatch)는 캐나다와 미국의 서북부 태평양 해안 원주민이 행하는 선물을 주는 축제로, 전통적으로 일차 정부 기관, 입법 기관, 경제 체제를 대표한다. 여기에는 헤일처크족(Heiltsuk), 하이다족, 누할크족, 틀링깃족, 마카족, 침시안족, 누차눌스족, 콰키우틀족 및 해안 세일리시족 문화가 포함된다. 포틀래치는 또한 내륙 및 북서 해안에 인접한 아북극 지역 사람들의 공통된 특징이기도 하다.
포틀래치는 리더의 부와 권력을 보여주기 위해 부나 귀중한 물건을 주거나 파괴하는 것을 포함한다. 포틀래치는 또한 가족, 씨족, 국제적 관계, 초자연적 세계와의 인간 관계를 재확인하는 데 중점을 둔다. 포틀래치는 또한 연안 주민들이 특정 영토와 자원에 대한 권리와 사용에 대해 논의하고, 협상하고, 확인하는 엄격한 자원 관리 체제 역할도 한다. 포틀래치에는 음악, 춤, 노래, 스토리텔링, 연설, 농담 및 게임이 포함되는 경우가 많다. 초자연적인 현상을 기리고 구술 역사를 암송하는 것은 많은 포틀래치의 핵심 부분이다.
1885년부터 1951년까지 캐나다 정부는 포틀래치를 불법화했다. 그러나 최소 2개월의 징역형을 포함한 정부의 보복 위험에도 불구하고 이러한 관행은 지하에서 지속되었다. 이 관행은 많은 인류학자들에 의해서도 연구되었다. 1951년 포틀래치가 비범죄화된 이후 일부 지역사회에서는 포틀래치가 다시 등장했다. 많은 경우 포틀래치 법을 통해 민주주의에 뿌리를 둔 하이다 민족(Haida Nation)처럼 여전히 원주민 통치의 기반이다.
이 단어는 "주다" 또는 "선물"을 의미하는 치누크 자곤에서 유래되었다. 원래는 누차눌스족의 단어 paɬaˑč에서 유래되었으며, 포틀래치에서 기념 선물을 만들기 위한 것이다.

## 같이 보기
- 기 드보르
- 파우와우